# Махаяна
Махаяна (санскрит: महायान, „голяма колесница“ или широк път) е вторият голям дял или колесница (яна) в будизма. Появява се през 1 в. пр.н.е. и се определя като „Голяма колесница“, защото благодарение на своята многообразност разкрива път към освобождение от страдание не само на себе си, но и на другите. Тук се работи с мотивацията да се освободят всички същества. Тази нагласа е въплътена в идеала на Махаяна бодхисатвата, чието отличително качество е съчувствието Каруна.
Както във всички будистки традиции Буда и тук е названието на историческо лице, но в Махаяна школите терминът означава също и просветленото състояние на ума. Известна е още и като Бодхисатваяна и географски съответства на северния клон на будизма, разпространен в Китай, Тибет, Бутан, Непал, Тайван, Индия, Япония, Монголия, Корея, Виетнам, както и във влизащите в състава на Русия републики Калмикия, Бурятия и Тува. Основните аспекти, отличаващи Махаяна, са:
1. Постигат се и двата аспекта на липсата на трайна същност – липсата на трайна същност на „Аза“, липсата на трайна същност на явленията.
2. Развива се Просветлено Отношение (Бодхичита) и се практикуват шестте или десетте парамити или освобождаващи действия.
3. Отхвърлят се и двата вида затъмнения (воали) на ума: смущаващите чувства и неправилните възгледи, наричани понякога закостенели идеи.
4. Постига се „Нирвана отвъд Пребиваването“ – отвъд двете крайности на самсара и „Нирвана на Архатите“ или „Нирвана на покоя“, която от своя страна се смята за крайна цел в Хинаяна.

Типичен представител на Махаяна е известната със своето японско име школа Дзен. Ваджраяна, наречена още Мантраяна, основна за Тибетския Будизъм от гледна точка на мотивацията и възгледа за пустотата на явленията също е част от Махаяна, макар да се отличава в методите си.